# Rafaela Kastelik

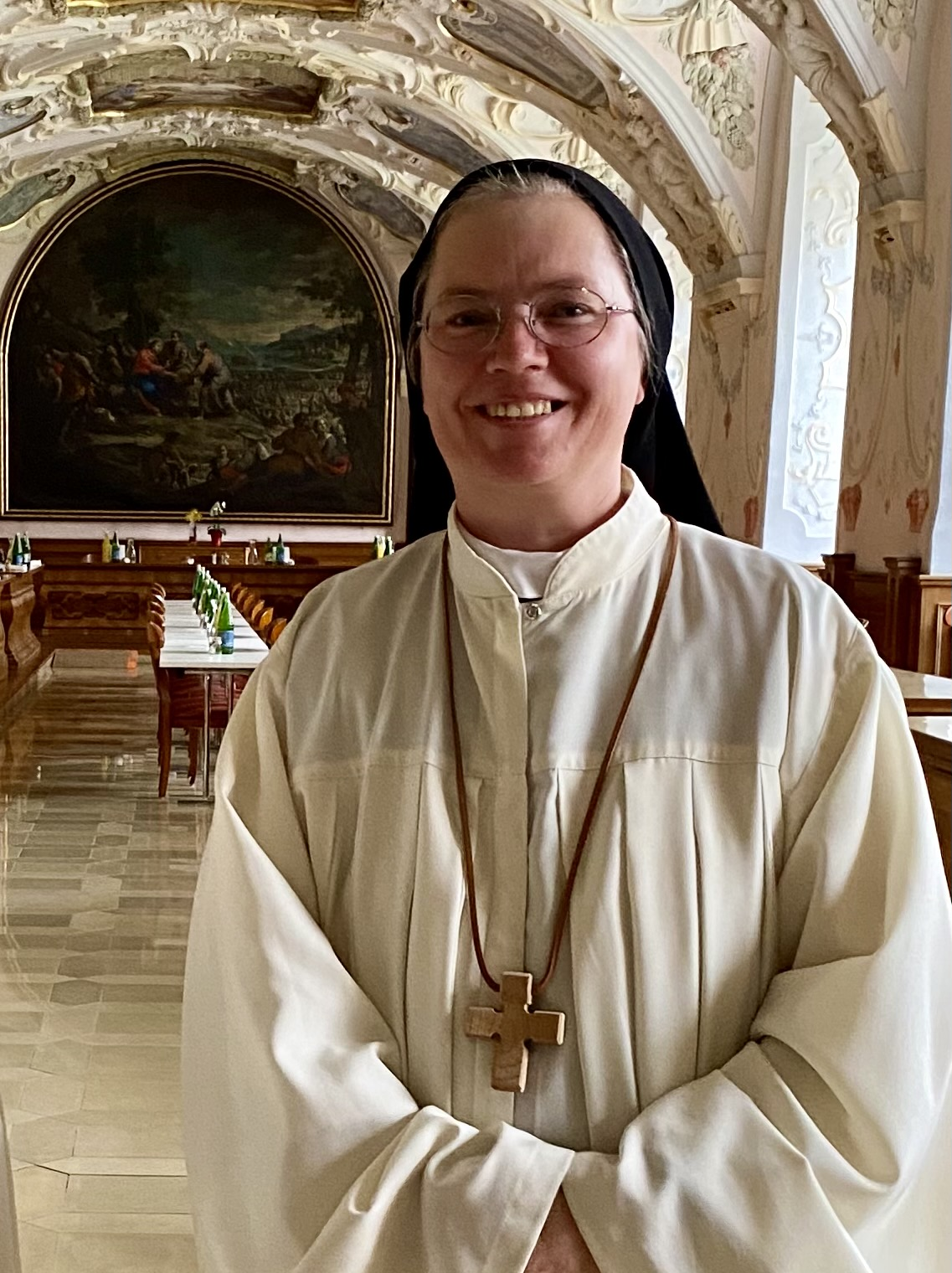
Rafaela Kastelik (2022)

Rafaela Kastelik OCist (* 1976 in Ungarn) ist eine ungarische Zisterzienserin und seit 2022 Äbtissin der Zisterzienserinnenabtei Regina Mundi in Érd bei Budapest.

## Ordensleben
Kastelik trat am 11. September 1997 in das Noviziat von Regina Mundi ein, wo sie am 21. August 1999 die Profess ablegte und später zur Priorin ernannt wurde. Am 5. Februar 2022 wählte der Konvent von Regina Mundi Kastelik zur zweiten Äbtissin. Ihre Amtsvorgängerin Gemma Punk leitete das 1945 gegründete Kloster über 75 Jahre. Am 8. Mai 2022 empfing Kastelik durch Generalabt Mauro-Giuseppe Lepori die Äbtissinenweihe.

## Wappen
Das Wappen zeigt in einer durch rot-silber geschachteten Schrägteilung am linken graufarbenen Feld das Christusmonogramm als Fels und Schlüssel Davids, rechts auf sandfarbenen Hintergrund den Stern von Betlehem und einen Fisch, mit dem auf den Erzengel Raphael und das Buch Tobit (Tob 6,3) Bezug genommen wird. Der Wahlspruch lautete: Confessio et pulchritudo in conspectu eius. („Hoheit und Pracht sind vor seinem Angesicht“ (Ps 95, 6).